# Empis amurensis
Empis amurensis är en tvåvingeart som beskrevs av Igor Shamshev 1998. Empis amurensis ingår i släktet Empis och familjen dansflugor. Inga underarter finns listade i Catalogue of Life.